# Lucretia Love
Lucretia Love, al secolo Lucretia Hickerson (Borger, 25 marzo 1941 – Seychelles, 9 gennaio 2019), è stata un'attrice statunitense.

## Biografia
Fu attiva essenzialmente in film di genere; trasferitasi in Italia, è presente in circa trenta pellicole. Inizialmente attrice in ruoli minori, svolse anche parti da protagonista. È ricordata prevalentemente per i film Salvo D'Acquisto (1974) di Romolo Guerrieri e Un sussurro nel buio (1976) di Marcello Aliprandi, oltre a svariate apparizioni negli sceneggiati televisivi. Partecipò alla prima edizione del varietà Non stop.

### Vita privata
È stata sposata con l'attore e produttore Mauro Nicola Parenti.

## Filmografia

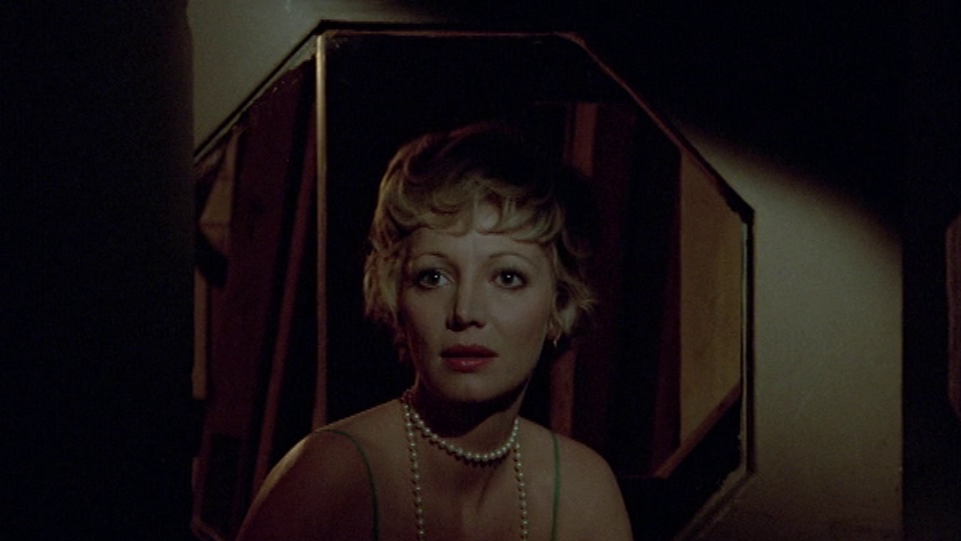
Lucretia Love in L'assassino ha riservato nove poltrone (1974)

### Cinema
- Da Istanbul ordine di uccidere, regia di Carlo Ferrero (1965)
- K.O. va e uccidi, regia di Carlo Ferrero (1966)
- Il lago di Satana (Revenge of the Blood Beast), regia di Michael Reeves (1966)
- Vayas con dios, Gringo, regia di Edoardo Mulargia (1966)
- Amore all'italiana, regia di Steno (1966)
- Una colt in pugno al diavolo, regia di Sergio Bergonzelli (1967)
- Peggio per me... meglio per te, regia di Bruno Corbucci (1967)
- Fenomenal e il tesoro di Tutankamen, regia di Ruggero Deodato (1968)
- Zenabel, regia di Ruggero Deodato (1969)
- Le calde notti di Don Giovanni, regia di Alfonso Brescia (1971)
- Quando gli uomini armarono la clava e... con le donne fecero din-don, regia di Bruno Corbucci (1971)
- L'occhio del ragno, regia di Roberto Bianchi Montero (1971)
- Il diavolo a sette facce, regia di Osvaldo Civirani (1971)
- I due figli dei Trinità, regia di Osvaldo Civirani (1972)
- La bella Antonia, prima monica e poi dimonia, regia di Mariano Laurenti (1972)
- Fuori uno... sotto un altro, arriva il Passatore, regia di Giuliano Carnimeo (1973)
- Piazza pulita, regia di Luigi Vanzi (1973)
- Amore quotidiano (Donnez-nous notre amour quotidien), regia di Claude Pierson (1973)
- Le Amazzoni - Donne d'amore e di guerra, regia di Alfonso Brescia (1973)
- La ragazza fuoristrada, regia di Luigi Scattini (1973)
- Diario di una vergine romana, regia di Joe D'Amato (1973)
- La rivolta delle gladiatrici (The Arena), regia di Steve Carver e Joe D'Amato (1974)
- L'assassino ha riservato nove poltrone, regia di Giuseppe Bennati (1974)
- Prostituzione, regia di Rino Di Silvestro (1974)
- Un fiocco nero per Deborah, regia di Marcello Andrei (1974)
- L'ossessa, regia di Mario Gariazzo (1974)
- Voglia di lei (Un amour comme le nôtre), regia di Claude Pierson (1974)
- Salvo D'Acquisto, regia di Romolo Guerrieri (1974)
- Scandalo in famiglia, regia di Marcello Andrei (1976)
- La figliastra (Storia di corna e di passioni), regia di Edoardo Mulargia (1976)
- Un sussurro nel buio, regia di Marcello Aliprandi (1976)
- Signore e signori, buonanotte, regia collettiva (1976)
- Charleston, regia di Marcello Fondato (1977)
- Dr. Heckyl and Mr. Hype, regia di Charles B. Griffith (1980)

### Televisione
- Il commissario De Vincenzi – serie TV, episodio Il do tragico (1977)
- Non stop – programma TV (1977)
- Che fare?, regia di Gianni Serra – miniserie TV, 2 puntate (1979)

## Doppiatrici italiane
- Vittoria Febbi in Il diavolo a sette facce, La figliastra, I due figli dei Trinità
- Fiorella Betti in Amore all'italiana, La bella Antonia, prima monica e poi dimonia
- Flaminia Jandolo in Una colt in pugno al diavolo, Quando gli uomini armarono la clava e... con le donne fecero din don
- Melina Martello in L'assassino ha riservato nove padrone